# Leonardo Capotosti

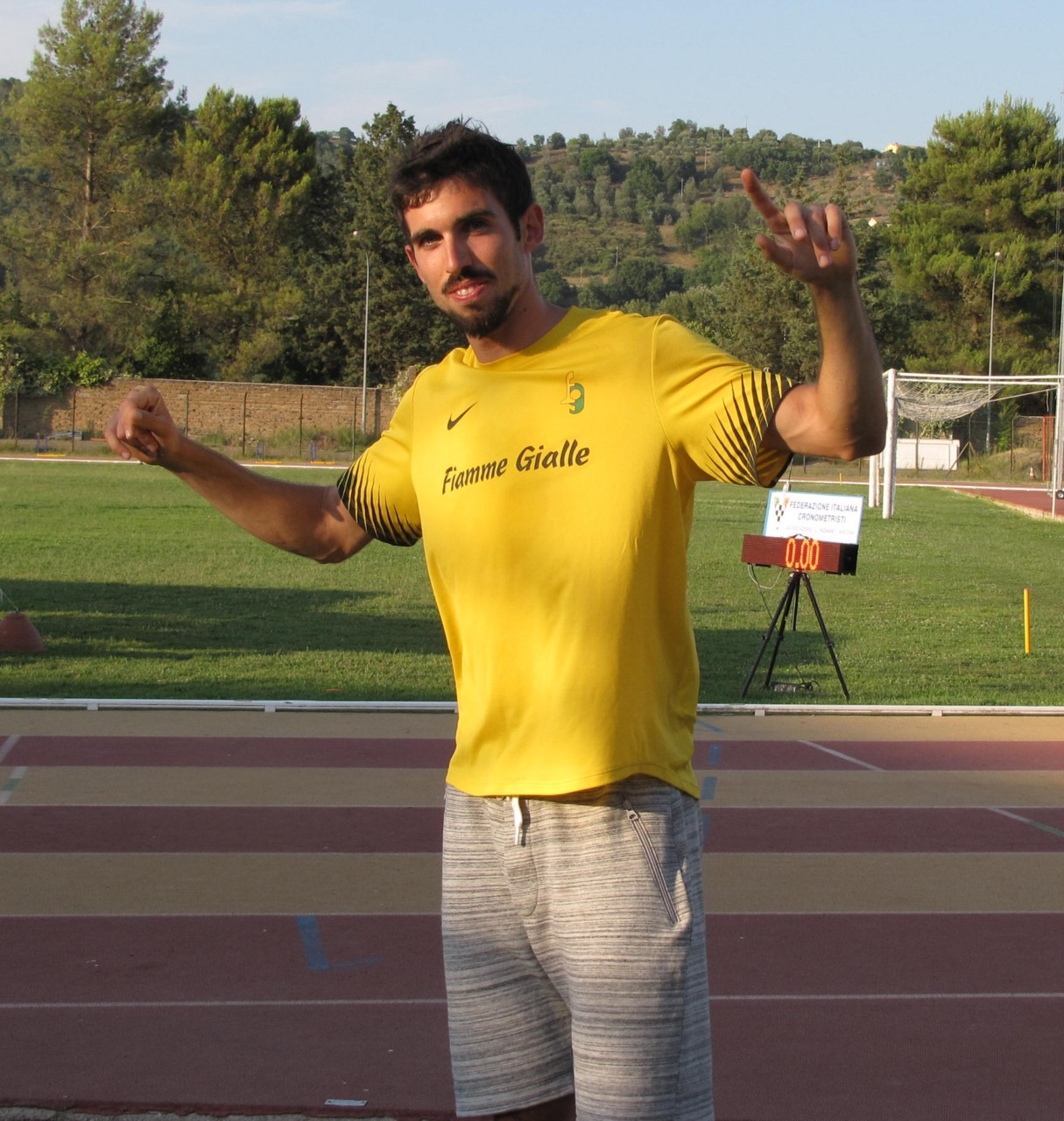
Leonardo Capotosti nel 2015 allo stadio di Orvieto (TR)

Leonardo Capotosti (Terni, 24 luglio 1988) è un ostacolista italiano, specializzato nei 400 metri ostacoli e due volte medaglia d'oro (2014 e 2015), due volte medaglia d'argento (2009 e 2012) e tre volte medaglia di bronzo (2010, 2011 e 2017) ai Campionati italiani assoluti.

## Biografia
Leonardo Capotosti inizia a mettersi in evidenza nei 400 ostacoli nel 2006 a 18 anni con il tempo di 53"12, allenato da Learco Monti, già allenatore di Tonino Viali. Partecipa senza molta fortuna ai Campionati del mondo juniores di Pechino nei 400 hs e nella staffetta 4×400 m, non superando le batterie.
L'anno successivo si porta a 52"43, ottenendo la possibilità di partecipare ai Campionati europei juniores di Hengelo, fermandosi però alle batterie dei 400 hs. Col termine delle scuole superiori (consegue nel 2007 il diploma di ragioniere programmatore) può dedicare più impegno all'attività sportiva ed inizia una buona progressione che lo porta nel 2008 al tempo di 51"46 e ad un promettente 5º posto ai Campionati italiani assoluti di atletica leggera. Nello stesso anno viene ammesso col grado di finanziere nelle Fiamme Gialle e si iscrive alla facoltà universitaria di Scienze Politiche.
Nel 2009 porta il suo primato personale a 51"40 ed ottiene la prima medaglia d'argento nella finale dei 400 hs ai campionati italiani assoluti. Partecipa anche ai Campionati europei under 23 svoltisi a Kaunas, ma in questa occasione non supera le batterie.
Nel 2010 si porta a 51"19 e vince la medaglia di bronzo nei 400 hs ai campionati italiani assoluti di Grosseto. Nel 2011, allenato da questo momento in poi a Rieti da Roberto Bonomi, scende sotto i 51 secondi e si porta a 50"49 di personale. Si conferma medaglia di bronzo ai campionati italiani assoluti di Torino.
Partecipa alle Universiadi, arrivando alle semifinali ed, in finale di stagione, coglie la medaglia di bronzo a Rio de Janeiro ai Giochi mondiali militari con il tempo di 50"86. Il 2012 è un anno di transizione, in cui si ferma a 50"60, anche per via della prosecuzione degli studi universitari per la laurea in scienze politiche. Ottiene per la seconda volta la medaglia d'argento ai Campionati italiani assoluti di Bressanone con un tempo di 50"61, dietro a José Reynaldo Bencosme de Leon.
Nel 2013 migliora la tecnica di passaggio dell'ostacolo, e si mette subito in evidenza con 50"59. Il 6 giugno partecipa al Golden Gala di Roma in una gara che vede alcuni degli atleti migliori al mondo nella specialità, migliorando il primato personale a 50"48.
Ai Bislett Games di Oslo vince la serie extra dei 400 hs (non valida per la Diamond League), migliorando ancora il record personale a 50"33. Per i suoi risultati, è convocato in nazionale assoluta per rappresentare l'Italia ai Campionati europei a squadre di Gateshead (Regno Unito) per il 22 giugno, dove porta il primato personale a 50"30 con il quarto posto nella sua serie.
Al IV Trofeo Città di Orvieto il finanziere lima ancora una volta il primato personale e arriva a 50.06, inserendosi al quattordicesimo posto delle liste italiane all-time e confermando l'ottimo stato di forma. In seguito, un infortunio di media entità gli impedisce di cogliere risultati migliori nel resto del 2013.
Ripresosi in buona forma nel 2014, ottiene la miglior prestazione italiana dell'anno al "Trofeo Marche 9,14" di Osimo (AN) con 50"47 e viene convocato nuovamente in nazionale per il Campionato Europeo per Nazioni: disputa la gara a Braunschweig (GER)  finendo con un discreto 50"72 al quinto posto nella sua serie, con il sesto posto assoluto (su 12) nella graduatoria finale. In luglio a Rovereto conclude una rincorsa durata cinque anni, vincendo la medaglia d'oro ai Campionati Italiani con il tempo di 50"17. Per questi risultati viene convocato in Nazionale per i campionati Europei di Zurigo, dove supera le batterie (4º in 50"45), arrivando fino alla semifinale (5º in 50"21), risultando al 15º posto tra i gareggianti europei. In settembre al Meeting Internazionale di Rieti corre in 50"05, migliorando il primato personale.
All'esordio internazionale 2015 nel Golden Gala di Roma il 4 giugno, nella gara vinta da Johnny Dutch in 48"13 migliora il primato personale portandolo a 50"01. Poco dopo, al Campionato Europeo per Nazioni coglie finalmente un primo risultato importante, con il terzo posto assoluto alle spalle di Kudryatsev (48"66) e Dobek (49"04), ma con il primato personale sotto la barriera dei 50", con il tempo di 49"93.
Ai campionati nazionali assoluti di Torino il 25 luglio si conferma il migliore d'Italia, rimontando nel finale Eusebio Haliti e vincendo per la seconda il titolo di campione italiano, scendendo per la seconda volta sotto i 50"  con il tempo di 49"95.
Nel 2016 la condizione atletica non è quella dell'anno precedente e, nonostante ripetuti tentativi, non riesce a fare meglio di 50"58 (ottenuto a Roma in giugno) con un 50"62 a Lignano Sabbiadoro al terzo posto nella gara in cui Mario Lambrughi scende a 49"35.
Nel 2017 si presenta ai Campionati Italiani di Trieste con un primato stagionale di 51"24 per qualificarsi per la 10ª volta consecutiva in finale: raggiunge questo obiettivo il 2 luglio e per la settima volta ottiene una medaglia (di bronzo) con il record stagionale portato a 50"71 dietro a Vergani e Bencosme. Si aggiunge in questo modo ai pochi atleti che hanno raggiunto per 10 volte per 10 anni consecutivi la finale ai Campionati Italiani assoluti, con 7 medaglie (tra oro, argento e bronzo) conquistate.
Nel 2018 si mantiene sempre a buon livello italiano, esordendo a Rieti con 50"76 a maggio, e migliorandosi a Ginevra, nella gara in cui Vergani ottiene il minimo 'europeo', con un discreto 50"67 al 7º posto. Successivamente ad Orvieto viene regolato allo sprint da Gerber Blanco e con il 2º posto in 50"91 è il migliore degli italiani in gara. Ai campionati Italiani assoluti di Pescara, svoltisi a settembre, anche se in condizione fisica non brillante come un tempo, trova le risorse per qualificarsi per la undicesima finale consecutiva, piazzandosi onorevolmente al 5º posto in 51"55.
Dal 2019 passa dalle Fiamme Gialle alla Ca.ri.ri Rieti per la quale, a causa dei cresciuti impegni di lavoro, può gareggiare poco e senza un adeguato allenamento. Nonostante ciò, gareggia in Coppa dei Campioni a Tampere in Finlandia ed ai CdS (Campionati di Società), dove si classifica al primo posto a Roma a maggio nelle eliminatorie ed al terzo posto nella finale ORO di Firenze a giugno, concludendo la stagione con il miglior tempo a 52"45.

## Palmarès
| Anno | Manifestazione           | Sede           | Evento   | Risultato  | Prestazione | Note                          |
| ---- | ------------------------ | -------------- | -------- | ---------- | ----------- | ----------------------------- |
| 2009 | Europei under 23         | Kaunas         | 400 m hs | Batteria   | 51"64       |                               |
| 2011 | Giochi mondiali militari | Rio de Janeiro | 400 m hs | Bronzo     | 50"86       |                               |
| 2011 | Universiadi              | Shenzhen       | 400 m hs | Semifinale | 51"19       |                               |
| 2014 | Europei                  | Zurigo         | 400 m hs | Semifinale | 50"21       |                               |
| 2015 | Europeo a squadre        | Čeboksary      | 400 m hs | Bronzo     | 49"93       | Miglior prestazione personale |

## Campionati nazionali
2007
- Oro ai campionati italiani juniores, 400 m hs - 53"02

2008
- 5º ai campionati italiani assoluti, 400 m hs - 52"04

2009
- Argento ai Campionati italiani assoluti (Milano), 400 metri hs - 51"57
- Argento ai campionati italiani promesse, 400 m hs - 51"90

2010
- Bronzo ai Campionati italiani assoluti (Grosseto), 400 metri hs - 51"49
- Bronzo ai campionati italiani promesse, 400 m hs - 51"92

2011
- Bronzo ai Campionati italiani assoluti (Torino), 400 metri hs - 51"22

2012
- Argento ai Campionati italiani assoluti (Bressanone), 400 metri hs - 50"61
- Oro ai Campionati italiani assoluti (Bressanone), 4×400 metri - 3'11"29

2013
- 4º ai campionati italiani assoluti, 400 m hs - 50"50

2014
- Oro ai Campionati italiani assoluti (Rovereto), 400 metri hs - 50"17
- Oro ai Campionati italiani assoluti (Rovereto), 4×400 metri - 3'08"81

2015
- Oro ai Campionati italiani assoluti (Torino), 400 metri hs - 49"95

2016
- 8º ai campionati italiani assoluti, 400 m hs - 51"55

2017
- Bronzo ai Campionati italiani assoluti (Trieste), 400 metri hs - 50"71

2018
- 5º ai campionati italiani assoluti, 400 m hs - 51"55

## Altre competizioni internazionali
2013
- Oro ai Bislett Games (serie extra) ( Oslo), 400 metri hs - 50"33
- 8º al Golden Gala ( Roma), 400 m hs - 50"48

2015
- 9º al Golden Gala ( Roma), 400 m hs - 50"01